# Dasyhesma depressa
Dasyhesma depressa är en biart som beskrevs av Exley 2004. Dasyhesma depressa ingår i släktet Dasyhesma och familjen korttungebin. Inga underarter finns listade i Catalogue of Life.

## Bildgalleri

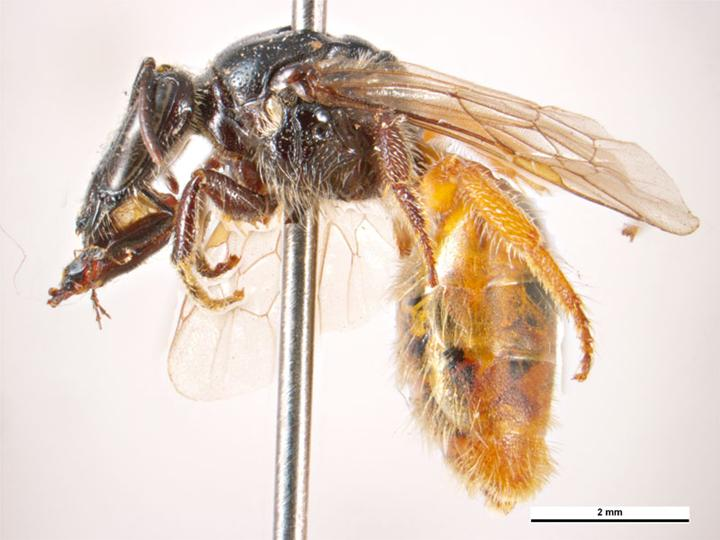